# Sainte-Catherine-de-la-Jacques-Cartier
Sainte-Catherine-de-la-Jacques-Cartier es una ciudad de la provincia de Quebec, Canadá. Es una de las ciudades que conforman la Comunidad Metropolitana de Quebec y se encuentra en el condado regional de La Jacques-Cartier y a su vez, en la región administrativa de la Capitale-Nationale. Hace parte de las circunscripciones electorales de Portneuf a nivel provincial y de Portneuf a nivel federal.

## Geografía
Sainte-Catherine-de-la-Jacques-Cartier se encuentra ubicada en las coordenadas 46°51′00″N 71°37′00″O / 46.85000, -71.61667. Según Statistics Canada, tiene una superficie total de 121,20 km² y es una de las 1135 municipalidades en las que está dividido administrativamente el territorio de la provincia de Quebec.

## Demografía
Según el censo de 2011, había 6319 personas residiendo en esta ciudad con una densidad poblacional de 52,1 hab./km². Los datos del censo mostraron que de las 5021 personas censadas en 2006, en 2011 hubo un aumento poblacional de 1298 habitantes (25,9%). El número total de inmuebles particulares resultó de 2582 con una densidad de 21,3 inmuebles por km². El número total de viviendas particulares que se encontraban ocupadas por residentes habituales fue de 2488.